# Jaromír Ježek
Jaromír Ježek (* 13. listopad 1986 v Hradci Králové, Československo) je český zápasník – judista a olympionik. Členem seniorské judistické reprezentace je od roku 2005.

## Osobní život
Studoval Gymnázium Nad Štolou a Fakultu tělesné výchovy a sportu na Karlově univerzitě. Je ženatý, s manželkou Kateřinou má syny Jaromíra a Jakuba.
Je zaměstnancem ministerstva vnitra. Po celou sportovní kariéru reprezentuje Českou obci sokolskou.

## Sportovní kariéra
Pochází ze sportovní rodiny, otec je bývalý házenkář a matka bývalá atletka a gymnastka. S judem začínal v rodném Hradci Králové v 8 letech. V 10 letech se s rodinou přistěhoval do Prahy, kde pokračoval v tréninku juda v klubu Sokol Praha Vršovice pod vedením Zdeňka Kasíka. Jeho osobní technikou (tokui-waza) je tomoe-nage a de-aši-harai. Zvládá širokou škálu technik, jak v postoji, tak i na zemi. Samotné ne-waza však nevyhledává. Je představitelem klasické judistické školy s precizními pohyby (šintai) a obraty (taisabaki). Pro vrcholové sportovní judo mu však často schází potřebná rvavost, zarputilost a výdrž. Známá jsou především jeho až drastická shazování kil do lehké váhy (do 73 kg) a z ní plynoucí nepohoda. Jeho stabilní váha je okolo 85 kg. Lehké váze je věrný skoro celou sportovní kariéru.
Sportovní kariéru v seniorské reprezentaci začínal v době, kdy české mužské judo procházelo výkonnostní krizí. Poprvé se v seniorské reprezentaci objevil v roce 2005 v 19 letech. V roce 2006 byl již stabilním členem týmu a na světovém poháru v Lisabonu dosáhl poprvé stupně vítězů. V roce 2007 vyhrál svůj první turnaj světového poháru v britském Birminghamu a do olympijského roku 2008 vstupoval s ambicemi kvalifikovat se na olympijské hry v Pekingu, kterou nakonec bez potíží zvládnul. Do olympijského turnaje šel s medailovými ambicemi, které však ukončil hned v prvním zápase Uzbek Shokir Muminov. V zápase Jaromír vedl na koku, ale závěrečný soupeřův tlak nezvládl a nechal se hodit technickou sumi-gaeši na ippon. Po zápase prohlásil, "Už mi tuhly svaly, necítil jsem se nejlíp, už jsem viděl před sebou jen zúžený prostor. Potřeboval jsem menší oraz."
V roce 2009 se zkoušel prosadit ve vyšší polostřední váze, ale po nezdarech se vrátil v roce 2010 zpět do lehké váhy, ve které vzápětí vyhrál svůj třetí turnaj světového poháru v španělském Madridu. V roce 2011 se pohyboval kolem 20. místa světového žebříčku a na mistrovství Evropy v tureckém Istanbulu dokázal vyladit formu. Ve čtvrtfinále tradičně nezvládl tlak a s domácím Turkem Hasanu Vanlıoğluovi prohrál na penalizace, ale v opravách předvedl výborné judo, v boji o třetí místo porazil Francouze Benajmina Darbeleta a získal první medaili pro české mužské judo v éře samostatnosti od roku 1993. Konec roku 2011 a začátek olympijského roku 2012 ho však nezastihl v optimální formě. V únoru na pařížském grand slamu si poranil pravý loket a vynechal několik turnajů včetně mistrovství Evropy. Kvalifikaci na olympijské hry v Londýně měl zajištěnou. Na olympijský turnaj se připravil i přes zraněný loket svědomitě. V prvním kole porazil hned v úvodu svojí osobní technikou tomoe-nage na ippon amatérského sportovce ze Samoy, v kole druhém však narazil na světovou jedničku Korejce Wang Ki-čchuna. Takticky si hlídal Korejcovy nejsilnější zbraně, pažní techniky a do konce hrací doby ustál všechny výpady bez ztráty bodu. Do prodloužení šel s handicapem jedno šida za pasivitu. Tato ztráta ho však s přibývajícími sekundami nutila k vyšší aktivitě, na kterou Wang čekal a levým morote seoi-nage zápas ukončil. Koncem roku se Jaromír podrobil operaci zraněného pravého lokte.
V roce 2013, po rehabilitaci lokte, nastupoval v polostřední váze. Fyzickou přípravu podstupoval ve spolupráci s Davidem Dubským. K lepším výsledkům mu však bránila nová pravidla v kumikatě, za která byl pravidelně penalizován. Jeho nejlepším výsledkem sezony bylo třetí místo na grand prix v tureckém Samsunu. V roce 2014 se vrátil do lehké váhy, ale v plnohodnotném tréninku bránila zranění třísel, ramene, lokte. Zdravotní komplikace přetrvávaly v dalším roce 2015. V úvodu roku 2016 se pohyboval na postupovém místě světového žebříčku na olympijské hry v Rio de Janeiru. Kvalifikaci však dlouho nepotvrzoval, využil až poslední možnosti na květnovém grand prix v Almaty. Účast na olympijských hrách v Riu měla být jeho sportovní derniérou na tatami. Los mu v prvním kole přidělil vítěze panamerických her, Kubánce Magdiela Estradu. Pár hodin před začátkem zápasu byl vylosován jako jeden ze čtyř judistů ke kontrolnímu vážení, a protože měl více než pět procent přes povolenou toleranci, musel dodatečně shazovat váhu. V zápase s Kubáncem se ke konci druhé minuty ujal po technice tomoe-nage vedení na juko, ale po další minutě neuhlídal Estradův výpad o-soto-gari vlevo a na zemi se nechal přetlačit na lopatky. Videorozhodčí situaci posoudil jako dopracování techniky o-soto-gari na zemi a dostal Kubánce do vedení na wazari. V závěrečné minutě dělal maximum aby otočil vývoj utkání ve svůj prospěch, ale technikou ko-uči-gari za yuko pouze snížil Kubáncův náskok.
V roce 2017 z rodinných důvodů (stěhování do ciziny) pokračoval ve sportovní kariéře. Kvůli problémům s kolenem však vynechal dubnové mistrovství Evropy ve Varšavě a vše soustředil na srpnové mistrovství světa v Budapešti. Před mistrovství světa v novinách vyjádřil záměr definitivně ukončit sportovní kariéru. K přání rozloučit se s pěkným výsledkem, nejlépe medailí, mu však nepomohly ani okultní vědy a magické číslo tři. V Budapešti vypadl v úvodním kole.

## Trenérská kariéra
Na dráhu vrcholového sportovce plynule navázal kariérou trenéra. Stal se hlavním trenérem reprezentačního družstva ČR do 23 let a asistentem šéftrenéra národního týmu Petra Laciny. Zároveň je osobním koučem některých předních českých judistů, například účastnice mistrovství světa Alice Matějčkové.

### Úspěchy v světovém poháru
- 2006 – 3. místo (Lisabon)
- 2007 – vítězství (Birmingham)
- 2008 – vítězství (Vídeň), 2× 3. místo (Praha, Rotterdam)
- 2010 – vítězství (Madrid)
- 2011 – 2× 3. místo (Baku, San Salvador)
- 2013 – 3. místo (Samsun)
- 2016 – 2. místo (Almaty), 3. místo (Casablanca)
- 2017 – 2. místo (Katowice), 3. místo (Minsk)

## Výsledky
| Olympijské hry     | —   |     |     |     | úč. |     |     |     | úč. |     |     |     | úč. |     |  |  |  |  |  |  |  |  |  |  |  |
| Mistrovství světa  |     | —   |     | úč. |     | úč. | úč. | úč. |     | úč. | úč. | úč. |     | úč. |  |  |  |  |  |  |  |  |  |  |  |
| Evropské hry       |     |     |     |     |     |     |     |     |     |     |     |     | úč. |     |  |  |  |  |  |  |  |  |  |  |  |
| Mistrovství Evropy | —   | —   | úč. | —   | 5.  | —   | úč. | 3.  | —   | úč. | —   | úč. | úč. | —   |  |  |  |  |  |  |  |  |  |  |  |
| ME do 23 let       | úč. | úč. | úč. | úč. | 3.  |     |     |     |     |     |     |     |     |     |  |  |  |  |  |  |  |  |  |  |  |
| MS juniorů         | úč. |     |     |     |     |     |     |     |     |     |     |     |     |     |  |  |  |  |  |  |  |  |  |  |  |
| ME juniorů         | úč. | 3.  |     |     |     |     |     |     |     |     |     |     |     |     |  |  |  |  |  |  |  |  |  |  |  |

## Podrobnější výsledky

### Olympijské hry
| Rok      | Kategorie  |  | 1/64              | 1/32              | 1/16              | čtvrtfinále | semifinále | finále |
| -------- | ---------- |  | ----------------- | ----------------- | ----------------- | ----------- | ---------- | ------ |
| LOH 2008 | lehká váha |  | x                 | prohra S. Muminov | —                 | —           | —          | —      |
| LOH 2012 | lehká váha |  | volný los         | výhra A. Smith    | prohra Wang Ki-č. | —           | —          | —      |
| LOH 2016 | lehká váha |  | prohra M. Estrada | —                 | —                 | —           | —          | —      |

### Mistrovství světa
| Rok     | Kategorie        |  | 1/128               | 1/64                   | 1/32                  | 1/16                  | čtvrtfinále | semifinále | finále |  | o bronz | opravy | opravy | opravy | opravy             | opravy    |
| ------- | ---------------- |  | ------------------- | ---------------------- | --------------------- | --------------------- | ----------- | ---------- | ------ |  | ------- | ------ | ------ | ------ | ------------------ | --------- |
| MS 2007 | lehká váha       |  | výhra Shi R.        | prohra R. Bokijev      | —                     | —                     | —           | —          | —      |  | —       | —      | —      | —      | prohra K. Semjonov | volný los |
| MS 2009 | polostřední váha |  | x                   | výhra A. González      | prohra O. Bischof     | —                     | —           | —          | —      |  | —       | —      | —      | —      | —                  | —         |
| MS 2010 | lehká váha       |  | volný los           | výhra J.-Y. Bottieau   | prohra N. Tatalašvili | —                     | —           | —          | —      |  | —       | —      | —      | —      | —                  | —         |
| MS 2011 | lehká váha       |  | výhra K. Al Qubaisi | výhra L. Calder        | prohra B. Darbelet    | —                     | —           | —          | —      |  | —       | —      | —      | —      | —                  | —         |
| MS 2013 | polostřední váha |  | x                   | výhra W. McKenzie      | prohra L. Carlos      | —                     | —           | —          | —      |  | —       | —      | —      | —      | —                  | —         |
| MS 2014 | lehká váha       |  | volný los           | výhra A. Clara         | výhra E. Parlati      | prohra D. Van Tichelt | —           | —          | —      |  | —       | —      | —      | —      | —                  | —         |
| MS 2015 | lehká váha       |  | volný los           | výhra D. Szwarnowiecki | výhra S. Farkhizoda   | prohra Hong K.-h.     | —           | —          | —      |  | —       | —      | —      | —      | —                  | —         |
| MS 2017 | lehká váha       |  | volný los           | prohra A. Zingg        | —                     | —                     | —           | —          | —      |  | —       | —      | —      | —      | —                  | —         |

### Mistrovství Evropy
| Rok             | Kategorie        |  | 1/64                                | 1/32                                | 1/16                                | čtvrtfinále                         | semifinále                          | finále                              |                                     | o bronz                             | opravy                              | opravy                              | opravy                              |
| --------------- | ---------------- |  | ----------------------------------- | ----------------------------------- | ----------------------------------- | ----------------------------------- | ----------------------------------- | ----------------------------------- | ----------------------------------- | ----------------------------------- | ----------------------------------- | ----------------------------------- | ----------------------------------- |
| ME 2006         | lehká váha       |  | x                                   | prohra G. Georgiev                  | —                                   | —                                   | —                                   | —                                   |                                     | —                                   | —                                   | —                                   | —                                   |
| ME 2007         | —                |  | nestartoval – Tomáš Veselý          | nestartoval – Tomáš Veselý          | nestartoval – Tomáš Veselý          | nestartoval – Tomáš Veselý          | nestartoval – Tomáš Veselý          | nestartoval – Tomáš Veselý          | nestartoval – Tomáš Veselý          | nestartoval – Tomáš Veselý          | nestartoval – Tomáš Veselý          | nestartoval – Tomáš Veselý          | nestartoval – Tomáš Veselý          |
| ME 2008         | lehká váha       |  | volný los                           | výhra T. Uroda                      | prohra Á. Braun                     | —                                   | —                                   | —                                   |                                     | prohra D. Kevchišvili               | výhra K. Semjonov                   | výhra S. Toma                       | výhra V. Jovicic                    |
| ME 2009         | —                |  | nestartoval – strach o bezpečí      | nestartoval – strach o bezpečí      | nestartoval – strach o bezpečí      | nestartoval – strach o bezpečí      | nestartoval – strach o bezpečí      | nestartoval – strach o bezpečí      | nestartoval – strach o bezpečí      | nestartoval – strach o bezpečí      | nestartoval – strach o bezpečí      | nestartoval – strach o bezpečí      | nestartoval – strach o bezpečí      |
| ME 2010         | lehká váha       |  | x                                   | prohra J. Pina                      | —                                   | —                                   | —                                   | —                                   |                                     | —                                   | —                                   | —                                   | —                                   |
| ME 2011         | lehká váha       |  | volný los                           | výhra P. Kurkiewicz                 | výhra T. Papošvili                  | prohra H. Vanlıoğlu                 | —                                   | —                                   |                                     | výhra B. Darbelet                   | výhra D. Elmont                     | —                                   | —                                   |
| ME 2012         | —                |  | nestartoval – zranění pravého lokte | nestartoval – zranění pravého lokte | nestartoval – zranění pravého lokte | nestartoval – zranění pravého lokte | nestartoval – zranění pravého lokte | nestartoval – zranění pravého lokte | nestartoval – zranění pravého lokte | nestartoval – zranění pravého lokte | nestartoval – zranění pravého lokte | nestartoval – zranění pravého lokte | nestartoval – zranění pravého lokte |
| ME 2013         | polostřední váha |  | výhra L. Poeta                      | prohra L. Csoknyai                  | —                                   | —                                   | —                                   | —                                   |                                     | —                                   | —                                   | —                                   | —                                   |
| ME 2014         | —                |  | nestartoval – zranění třísel        | nestartoval – zranění třísel        | nestartoval – zranění třísel        | nestartoval – zranění třísel        | nestartoval – zranění třísel        | nestartoval – zranění třísel        | nestartoval – zranění třísel        | nestartoval – zranění třísel        | nestartoval – zranění třísel        | nestartoval – zranění třísel        | nestartoval – zranění třísel        |
| ME 2015 EH 2015 | lehká váha       |  | výhra C. Völk                       | výhra R. Orudžov                    | prohra N. Gusic                     | —                                   | —                                   | —                                   |                                     | —                                   | —                                   | —                                   | —                                   |
| ME 2016         | lehká váha       |  | prohra I. Wandtke                   | —                                   | —                                   | —                                   | —                                   | —                                   |                                     | —                                   | —                                   | —                                   | —                                   |
| ME 2017         | —                |  | nestartoval – zranění kolene        | nestartoval – zranění kolene        | nestartoval – zranění kolene        | nestartoval – zranění kolene        | nestartoval – zranění kolene        | nestartoval – zranění kolene        | nestartoval – zranění kolene        | nestartoval – zranění kolene        | nestartoval – zranění kolene        | nestartoval – zranění kolene        | nestartoval – zranění kolene        |